# Pachtakor Centraalstadion
Het Pachtakor Centraalstadion (Oezbeeks: Paxtakor markaziy stadioni) is een multifunctioneel stadion in Tasjkent, de hoofdstad van Oezbekistan. Het stadion wordt vooral gebruikt voor voetbalwedstrijden, de voetbalclub Pachtakor Tasjkent maakt gebruik van dit stadion. Ook het nationale elftal speelt hier wel eens een internationale wedstrijd. In het stadion kunnen 35.000 toeschouwers. Het stadion werd gerenoveerd in 1996.